# 顯目卡奎麗魚
顯目卡奎麗魚為輻鰭魚綱鱸形目隆頭魚亞目慈鯛科的其中一種，分布於南美洲巴西從马代拉河、瓦图芒河（Uatumã）至瓜波雷河及布朗庫河流域，體長可達16.5公分，棲息在植被生長的水域，生活習性不明，可做為食用魚及觀賞魚。
其种加词“spectabilis”意为“显著的”，“引人注目的”。